# Schifflergambiet
Het Schifflergambiet is in de opening van een schaakpartij een variant van de Sokolsky-opening (1. b4). De beginzetten zijn:
1. b4 f5
2. Lb2 e6
3. e4
Als zwart het gambiet aanneemt, 3. ...fxe4, volgt 4. Dh5+. Na het natuurlijk ogende 4. ...g6 verliest zwart een stuk door 5. De5. Zwart zal dus het ongunstige 4. ...Ke7 moeten spelen.
Het gambiet valt onder ECO-code A00, de onregelmatige openingen.